# Gypsy Heart Tour

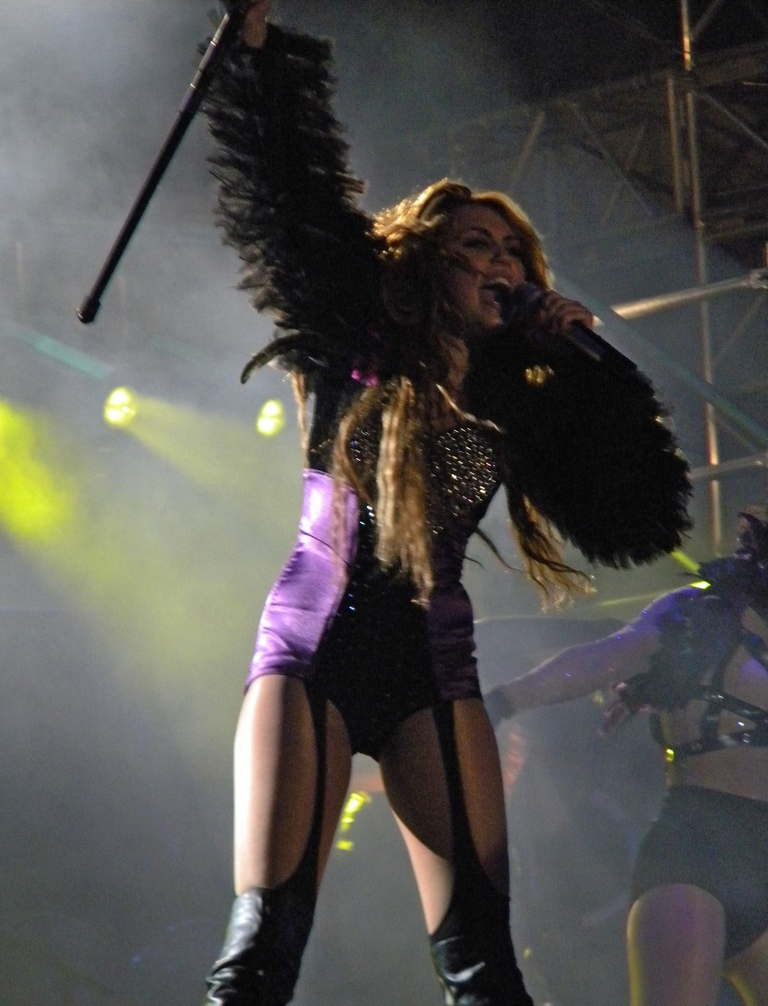
Cyrus während der Gypsy Heart Tour in Sao Paulo

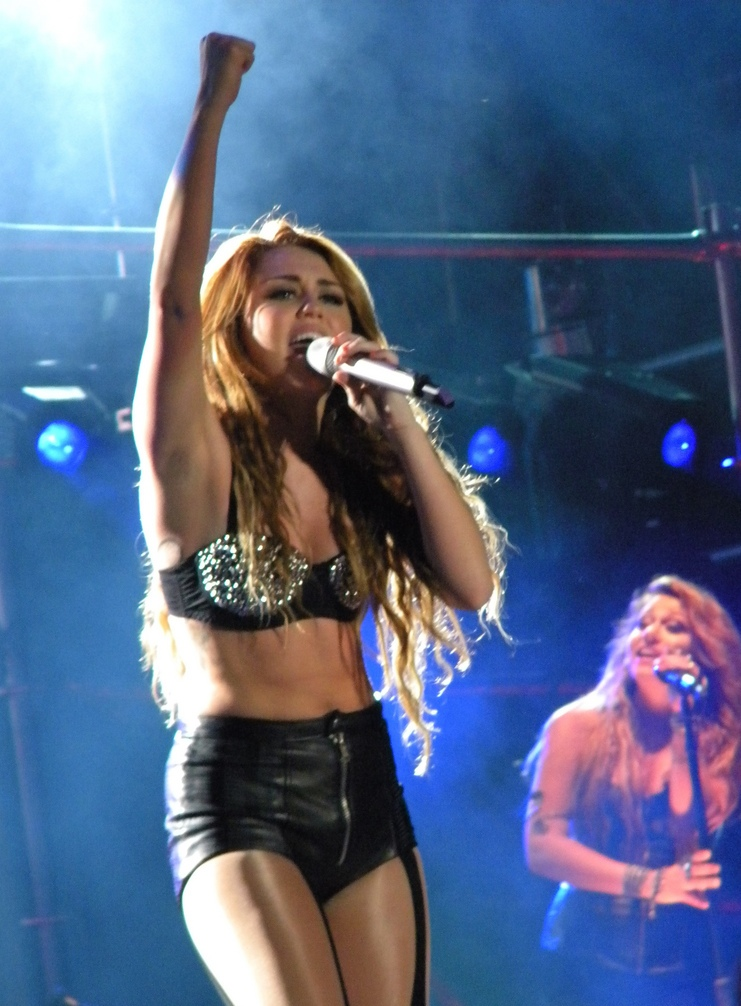
Cyrus während der Gypsy Heart Tour in Sao Paulo

Die Gypsy Heart Tour, im lateinamerikanischen Raum auch Corazón Gitano Tour genannt, war die dritte Konzerttournee der US-amerikanischen Sängerin Miley Cyrus. Sie umfasste 21 Konzerte in Süd- und Mittelamerika sowie Asien und Australien.

## Vorgruppen
- Nicole Pillman (Peru)
- Lasso (Venezuela)
- Riva (Kolumbien)
- Sam Concepcion (Philippinen)
- Elmo Magalona (Philippinen)
- Michael Paynter (Australien)
- Valeria Gastaldi (Argentinien)
- Greys (Guadalajara, Mexiko)

## Setliste
1. „Liberty Walk“
2. „Party in the U.S.A.“
3. „Kicking and Screaming“
4. „Robot“
5. „I Love Rock 'n' Roll“ / „Cherry Bomb“ / „Bad Reputation“
6. „Every Rose Has Its Thorn“
7. „Obsessed“
8. „Forgiveness and Love“
9. „Fly on the Wall“
10. „7 Things“
11. „Scars“
12. „Smells Like Teen Spirit“
13. „Stay“^
14. „Can't Be Tamed“
15. „Landslide“
16. „Take Me Along“
17. „The Driveway“^^
18. „On Melancholy Hill“^^^
19. „The Climb“
20. „See You Again“
21. „My Heart Beats for Love“
22. „Who Owns My Heart“

^ Gesungen am 21. Mai 2011.

^^ Gesungen am 10. Mai 2011. „Two More Lonely People“ wurde davor gesungen.

^^^ Gesungen am 2. Juli 2011.

## Konzerte
| 29. April 2011 | Quito          | Ecuador     | Estadio Olímpico Atahualpa                        | … | – | – |
| 1. Mai 2011    | Lima           | Peru        | Estadio Monumental "U"                            | … | – | – |
| 4. Mai 2011    | Santiago       | Chile       | Estadio Nacional de Chile                         | … | – | – |
| 6. Mai 2011    | Buenos Aires   | Argentinien | River Plate Stadium                               | … | – | – |
| 10. Mai 2011   | Asunción       | Paraguay    | Jockey Club                                       | … | – | – |
| 13. Mai 2011   | Rio de Janeiro | Brasilien   | HSBC Arena                                        | … | – | – |
| 14. Mai 2011   | São Paulo      | Brasilien   | Arena Anhembi                                     | … | – | – |
| 17. Mai 2011   | Caracas        | Venezuela   | Estadio de Fútbol de la Universidad Simón Bolívar | … | – | – |
| 19. Mai 2011   | Bogotá         | Kolumbien   | Coliseo Cubierto El Campín                        | … | – | – |
| Mittelamerika  |                |             |                                                   | … |   |   |
| 21. Mai 2011   | San José       | Costa Rica  | Estadio Ricardo Saprissa Aymá                     | … | – | – |
| 24. Mai 2011   | Panama-Stadt   | Panama      | Figali Convention Center                          | … | – | – |
| 26. Mai 2011   | Mexiko-Stadt   | Mexiko      | Foro Sol                                          | … | – | – |
| 28. Mai 2011   | Guadalajara    | Mexiko      | Estadio Omnilife                                  | … | – | – |
| Asien          |                |             |                                                   | … |   |   |
| 17. Juni 2011  | Pasay          | Philippinen | SM Mall of Asia                                   | … | – | – |
| Australien     |                |             |                                                   | … |   |   |
| 21. Juni 2011  | Brisbane       | Australien  | Brisbane Entertainment Centre                     | … | – | – |
| 23. Juni 2011  | Melbourne      | Australien  | Rod Laver Arena                                   | … | – | – |
| 24. Juni 2011  | Melbourne      | Australien  | Rod Laver Arena                                   | … | – | – |
| 26. Juni 2011  | Sydney         | Australien  | Acer Arena                                        | … | – | – |
| 27. Juni 2011  | Sydney         | Australien  | Acer Arena                                        | … | – | – |
| 29. Juni 2011  | Adelaide       | Australien  | Adelaide Entertainment Centre                     | … | – | – |
| 2. Juli 2011   | Perth          | Australien  | Burswood Dome                                     | … | – | – |